# Berger ; hauts plateaux de la Kabylie
Berger ; hauts plateaux de la Kabylie, également intitulé Jeune berger Kabyle à cheval et Berger kabyle, est une peinture orientaliste d'Eugène Fromentin, conservée au château de Compiègne, et dont une version réduite est conservée au Philadelphia Museum of Art. Elle représente un jeune berger kabyle menant son troupeau de moutons à cheval dans les Hauts Plateaux d'Algérie.

## Description
Le Grand dictionnaire universel du XIXe siècle décrit ce tableau comme suit : « Un jeune pâtre, monté sur un magnifique cheval gris, chemine gravement vers les hauts plateaux où la chaleur n'a pas desséché l'herbe ; il pousse devant lui un troupeau de moutons et tient dans ses bras un agneau nouveau-né. Autour de lui s'arrondit un hémicycle fermé par des montagnes bleuissantes, dont les cimes neigeuses sont baignées de lumière ».
Théophile Gautier livre la description suivante : « Le Berger (hauts plateaux de la Kabylie) nous révèle une Afrique d'une nouveauté inattendue et charmante, une Afrique bleue, argentée et glacée de neige. Monté sur un magnifique cheval gris, un jeune berger, beau, noble et triste comme Apollon chez Admėte, gagne les hauts plateaux où la chaleur n'a pas desséché l'herbe, poussant devant lui son troupeau de moutons. Il porte sur l'arçon de sa selle un petit agneau trop faible pour suivre les autres. Comme la poésie de la vie patriarcale apparaît là dans toute sa primitive beauté ! Comme on se sent déchu à côté de ce jeune berger montant de la plaine, où fument les foyers déjà lointains, à cette alpe africaine que le souffle du désert ne peut dépouiller de son voile de neige, dans la solitude, le silence et la liberté ! Il a réalisé le vœu de ce berger qui disait que s'il était roi il garderait ses moutons à cheval, et jamais roi n'eut plus fière mine, plus altière et plus simple attitude que ce pauvre pâtre kabyle dont la pourpre est un haillon et la couronne un chapeau de paille jeté négligemment derrière le dos. »

## Réalisation et inspirations
Eugène Fromentin voyage en Algérie en 1846, ce qui lui inspire différentes œuvres.
Le premier plan du tableau semble inspiré par les travaux de Gustave Courbet. 

## Accueil critique
Dans ses commentaires des peintures exposées au Salon de 1861, Théophile Gautier voit dans cette œuvre la meilleure jamais réalisée par Fromentin. Selon un article publié en 1877 dans la revue L'Artiste, cette peinture fait partie des meilleures réalisations de Fromentin, témoignant du moment où « son talent prend un caractère complètement original ».

## Parcours du tableau
Le Jeune berger kabyle à cheval est exposé au Salon de peinture et de sculpture de 1861, où il rencontre un grand succès, attirant une critique élogieuse de Maxime Du Camp qui y voit le meilleur tableau exposé lors de ce Salon. Il y est repéré par l'impératrice Eugénie, qui en fait l'acquisition pour la somme de 5 000 francs, le 11 juillet 1861. Le tableau est dès lors exposé dans le salon des officiers de service de Saint-Cloud, avant d'être installé dans l’hôtel de l'impératrice aux Champs-Élysées. Il est prêté pour l'Exposition universelle de 1867 à Paris.
Le tableau appartient à la collection de l'impératrice, à Farnborough Hill en Angleterre, puis est vendu à Londres le 1er juillet 1927, sous le titre anglais An Eastern Water-Carrier, mounted, driving sheep in the mountains. Une version réduite est léguée par Miss Willian Adger en 1933 au Philadelphia Museum of Art.
Le tableau original est retrouvé à la vente en 2010 à Paris, il est acquis par la Société des Amis du château de Compiègne le 9 janvier 2010, pour être exposé au Musée du Second empire, dans le château de Compiègne.